# Центральный бикольский язык
Центральный бикольский язык (Bikol, Central Bicolano, Central Bikol) является распространённым языком в Бикольском Регионе, в провинциях Албай, Катандуанес, Северный Камаринес, Сорсогон, Южный Камаринес на юге острова Лусон на Филиппинах.

## Диалекты бикольского языка
Бикол-нага — диалект прибрежного бикольского языка, базирующийся на диалекте канаман в провинции Южный Камаринес, который является основой стандартного бикольского языка вместе с диалектом бикол-легаспи в городе Легаспи, который ясно понимают большинство носителей бикольского языка. На нём говорят в первом и втором округах в провинции Южный Камаринес (за исключением муниципалитета Дель-Гальего, где проживают в основном носители тагальского языка) и в муниципалитете Сан-Паскуаль провинции Масбате.
Бикол-легаспи распространён на восточном побережье провинции Албай и на севере провинции Сорсогон.
Другие распространённые диалекты включают в себя бикол-даэт, на котором говорят в муниципалитете Даэт провинции Северный Камаринес, и бикол-партидо, на котором говорят в четвёртом округе провинции Южный Камаринес и в муниципалитетах Вирак, Сан-Андрес и севере Караморан провинции Катандуанес.

## Центрально-бикольская Википедия
Существует раздел Википедии на центрально-бикольском языке («Центрально-бикольская Википедия»), первая правка в нём была сделана в 2007 году. По состоянию на 0:04 (UTC) 23 марта 2025 года раздел содержит 18 952 статьи (общее число страниц — 46 481); в нём зарегистрировано 26 814 участников, трое из них имеют статус администратора; 68 участников совершили какие-либо действия за последние 30 дней; общее число правок за время существования раздела составляет 283 878.